# Sweet Sardinia
Sweet Sardinia è stato un programma televisivo di genere reality show andato in onda su La 5 nell'autunno del 2013.

## Il programma
Nove coppie di innamorati circumnavigano la Sardegna su un galeone. Sono suddivisi in team bianco e team blu, e devono superare diverse prove di abilità, amore, cultura, eccetera. Ogni settimana una coppia viene eliminata.

## Prima edizione

### Concorrenti
Le nove coppie della prima edizione di Sweet Sardinia sono:
TEAM BLU:
- Mario Dessi e Mihaela Trandafir
- Ciro Zecca e Valentina Principi
- Chiara Ferrari e Giampiero Chirivi

TEAM BIANCO:
- Giulia Salemi e Luca Bergamaschi
- Maria Vittoria Aragri e Gaetano Amato
- Carlo Trevisan e Rita Rusciano
- Rosanna Sorvillo e Andrea Cuoghi

### I giudici
- Alessandra Barzaghi: presentatrice
- Luca Mazzucchelli: psicologo
- Federica Bosco: scrittrice rosa